# Munna petiti
Munna petiti là một loài chân đều trong họ Munnidae. Loài này được Amar miêu tả khoa học năm 1948.